# Mario Porta
Mario Porta (Firenze, 18 agosto 1925 – Portoferraio, 25 ottobre 2018) è stato un ammiraglio italiano che ha ricoperto la carica di capo di Stato Maggiore della Difesa.

## Biografia
Nato a Firenze nel 1925 dopo aver frequentato il corso normale presso l'Accademia navale ne è uscito nel 1947 con il grado di guardiamarina, imbarcando dal marzo all'ottobre dello stesso anno, sulla nave da battaglia Vittorio Veneto con l'incarico di sottordine al Dettaglio. Dall'ottobre 1947 al settembre 1949 è stato imbarcato sulla corvetta Ibis quale ufficiale di Rotta e Comunicazioni, ottenendo la promozione a sottotenente di vascello l'11 gennaio 1948. Dal settembre 1949 al giugno 1950 è stato sottordine ai Corsi di Complemento dell'Accademia Navale di Livorno e da luglio a ottobre 1950 sottordine alla 1ª classe dei corsi normali a bordo della Nave Scuola Amerigo Vespucci. Da ottobre 1950 a luglio 1951 ha frequentato il Corso Superiore preso l'Accademia Navale di Livorno. Da settembre 1951 a ottobre 1953 è stato imbarcato sull'avviso scorta Aldebaran in qualità di ufficiale di Rotta e Comunicazioni, ottenendo la promozione a tenente di vascello l'11 gennaio 1952. Nel 1954 ha frequentato presso l'Accademia Navale di Livorno il Corso di specializzazione SIOC e nello stesso anno il Corso "Long Navigation and Direction" presso la Scuola HMS Dryad di Portsmouth.
Da ottobre 1955 a febbraio 1957 è stato imbarcato sul cacciatorpediniere San Marco quale Capo Servizio SIOC (Servizio Informazioni Operazioni di Combattimento). Nel 1956 ha frequentato il Corso operatore sistema crittografico "Adonis". Da febbraio 1957 a gennaio 1959 è stato Capo Servizio SIOC presso il Comando in Capo della Squadra Navale.
Da gennaio a settembre 1959 è stato Istruttore di Guerra Elettronica e addestramento SIOC presso il Centro Addestramento SIOC. Da settembre 1959 a maggio 1960 ha comandato il dragamine "Larice". Da maggio a luglio 1960 ha comandato la corvetta Ibis, frequentando allo stesso tempo la 49ª Sessione Scuola Comando e da luglio a ottobre 1960 la corvetta "Sibilla".
Da ottobre 1960 a settembre 1967 è stato presso lo Stato Maggiore della Marina. Promosso capitano di corvetta il 1º gennaio 1961 e capitano di fregata il 1º gennaio 1965, dal settembre 1967 al settembre 1968 ha ricoperto l'incarico di Comandante in 2ª del cacciatorpediniere lanciamissili Impavido. Da ottobre 1968 a marzo 1969 ha frequentato la XLIV sessione dell'Istituto di Guerra Marittima.
Da marzo 1969 ad aprile 1970 ha comandato la fregata Carabiniere. promosso capitano di vascello il 31 dicembre 1971, da settembre 1971 a settembre 1974 ha ricoperto l'incarico di addetto navale presso l'Ambasciata d'Italia a Washington per poi, al ritorno in Italia, divenire da settembre 1974 a novembre 1975 comandante dell'incrociatore lanciamissili portaelicotteri nave Vittorio Veneto, al termine di tale incarico da novembre 1975 a ottobre 1977 ha ricoperto la carica di Capo del 1° Ufficio Studi Generali e Pianificazione Finanziaria presso lo Stato Maggiore Marina. Promosso contrammiraglio il 31 dicembre 1977, dall’ottobre 1977 al giugno 1978 ha frequentato la XXIX Sessione del Centro Alti Studi Militari.
Negli anni successivi svolse numerosi incarichi nell'ambito dello Stato Maggiore della Marina, in particolare come comandante in capo della squadra navale e dell'area del Mediterraneo centrale, prima di essere nominato, nel 1988, capo di Stato Maggiore della Difesa.
È deceduto nel 2018.